# Susques
Susques è un comune (comisión municipal in spagnolo) dell'Argentina, appartenente alla provincia di Jujuy, capoluogo del dipartimento omonimo.
In base al censimento del 2001, nel territorio comunale dimorano 2.029 abitanti, con un aumento del 24,7% rispetto al censimento precedente (1991). Di questi abitanti, il 51,89% sono donne e il 48,10% uomini. Nel 2001 la sola città di Susques, sede municipale, contava 1.140 abitanti.